# Vixen (zespół muzyczny)
Vixen – amerykański zespół rockowy powstały w 1973 z inicjatywy gitarzystki Jan Kuehnemund. W latach 80. XX wieku zespół przeniósł swoją działalność do Los Angeles w stanie Kalifornia. Zainspirowana ówczesną hair metalową sceną muzyczną, grupa osiągnęła sukces komercyjny pod koniec lat 80. i na początku lat 90. XX wieku, podbijając listy przebojów takimi singlami jak „Love Made Me”, „Edge of a Broken Heart”, „Love Is a Killer” i „Cryin”. Grupa zdobyła popularność także dzięki supportowaniu takich artystów jak KISS, Scorpions, Deep Purple i Ozzy Osbourne. Zespół określa się mianem „żeńskiego Bon Jovi”.

## Historia

### Wczesne lata
Pierwszy skład Vixen utworzyła będąca jeszcze w szkole średniej gitarzystka Jan Kuehnemund w 1973 w Saint Paul, w stanie Minnesota. Był to pierwszy żeński zespół rockowy z obszaru Twin Cities.
Około 1981 roku zespół przeniósł się do Kalifornii. W 1984, wczesny skład grupy (Jan Kuehnemund, wokalistka Janet Gardner, gitarzystka rytmiczna Tamara Ivanow, perkusistka Laurie Hedlund i basistka Pia Maiocco) pojawił się w komedii Hardbodies pod nazwą Diaper Rash. Rok później grupa stała się częścią glam metalowej sceny Los Angeles.

### Komercyjny sukces
Od początku powstania grupy do połowy lat 80. skład zespołu przechodził przez częste zmiany, do wykształcenia ostatecznego „klasycznego składu”, do którego należały: wokalistka i gitarzystka Janet Gardner, gitarzystka Jan Kuehnemund, basistka Share Pedersen i perkusistka Roxy Petrucci. Ten skład zespołu pojawił się w wywiadzie z 1987, przeprowadzonym przez Penelope Spheeris na potrzeby jej filmu o artystach rockowych The Decline of Western Civilization II: The Metal Years.
W 1988 roku zespół podpisał kontrakt z EMI Records i rozpoczął nagrywanie debiutanckiego albumu, Vixen, wydanego we wrześniu tego roku. Wokalista i kompozytor Richard Marx miał duży udział w powstawaniu krążka, angażując się w jego produkcję, grając na keyboardzie i współtworząc największy hit zespołu, „Edge of a Broken Heart”.
Vixen kolejny rok spędził w trasie koncertowej, supportując m.in. Ozzy'ego Osbourne'a, Scorpions i Bon Jovi, oraz organizując własne, samodzielne koncerty. Grupa powróciła do studia w późnym 1989 i wczesnym 1990, by nagrać kolejny krążek - Rev It Up, wydany w lipcu 1990. Na kolejnej trasie koncertowej zespół dzielił scenę z KISS i Deep Purple. W połowie 1991 roku grupa rozwiązała działalność z powodu różnic muzycznych między członkiniami.

### Pierwsza reaktywacja
W 1997, perkusistka Roxy Petrucci reaktywowała Vixen, razem z wokalistką Janet Gardner, a do składu dołączyła gitarzystka Gina Stile i basistka Rana Ross. Ten skład zorganizował trasę koncertową po Stanach Zjednoczonych w 1997. W 1998 Gardner, Stile, i Petrucci nagrały album Tangerine. Po wydaniu krążka, siostra Roxy, Maxine Petrucci, dołączyła do zespołu jako basistka. Planowano kolejną trasę, ale Jan Kuehnemund, poprzednia gitarzystka grupy i jej założycielka, wniosła sprawę do sądu o nadużycie prawa do nazwy zespołu.
W 1999, Share Pedersen dołączyła do zespołu the Dogs D'Amour, który wznowił działalność po długim zawieszeniu. Basistka pojawiła się na ich albumy Happy Ever After i Seconds, grając na basie, keyboardzie i udzielając się wokalnie. Share oraz jej mąż, Bam Ross, założyli potem kolejny zespół, Bubble, który zyskał dużą popularność w obrębie Los Angeles.

### Druga reaktywacja
W 2001, Vixen wznowił działalność z inicjatywy Kuehnemund, razem z Gardner i Petrucci oraz nową basistką Pat Holloway. Ten skład ponownie ruszył w trasę po Stanach Zjednoczonych, jako część festiwalu Voices of Metal, jednak w połowie trasy grupa pokłóciła się i tylko Kuehnemund pozostała w składzie. Gitarzystka szybko rekrutowała Jennę Sanz-Agero (śpiew), Lynn Louise Lowrey (gitara basowa), and Kathrin „Kat” Kraft (perkusja), by dokończyć trasę. Vixen w takim składzie wydał w 2006 dwa albumy, Extended Versions, nagrany na żywo w Szwecji, i studyjny Live & Learn.

### Bands Reunited
W 2004, telewizja VH1 zaprosiła „klasyczny skład” zespołu do programu Bands Reunited. Nagrano go w sierpniu 2004 i pokazano po raz pierwszy na antenie w listopadzie tego roku. Z tej okazji wytwórnia EMI wydała ponownie dwa pierwsze albumy grupy.

### 2012-obecnie
Pod koniec 2012 roku Jan Kuehnemund planowała wznowienie działalności grupy w „klasycznym składzie” razem z Janet Gardner, Share Ross i Roxy Petrucci, które w tym czasie uczestniczyły w projekcie JanetSharonRoxyGina (JSRG) razem z Giną Stile. W styczniu 2013, kiedy zespół planował oficjalne ogłoszenie reaktywacji, u Kuehnemund wykryto raka. Planowano więc odłożyć reaktywację na czas, gdy gitarzystka będzie zdrowa. Wznowienie działalności w takim składzie okazało się jednak niemożliwe po śmierci Jan Kuehnemund w dniu 10 października 2013, w wieku 59 lat.
W grudniu 2013 trzy pozostałe członkinie oryginalnego składu postanowiły działać dalej w zespole, by uczcić pamięć Kuehnemund. Rekrutowano ponownie gitarzystkę Ginę Stile.
Vixen zagrał kilka koncertów w USA, Hiszpanii i Kanadzie w 2014. W październiku tego roku Petrucci ogłosiła, że zespół pracuje w studiu nad nowym albumem, na którym ma się znaleźć jeden utwór dedykowany Kuehnemund..
W marcu 2017 roku zespół rozstał się ze Stile i zatrudnił Britt Denaro, występującą jako Britt Lightning, byłą gitarzystkę kobiecego zespołu Jaded. Z kolei w styczniu 2019 roku zespół opuściła Janet Gardner, zastąpiła ją Lorraine Lewis, wcześniej grająca dla Femme Fatale, który został przywrócony w 2013 roku i został oddany do użytku w marcu 2019 roku.

## Członkowie

### Obecni członkowie
- Roxy Petrucci – perkusja, klarnet, śpiew wspomagający (1986–91, 1997–98, 2001, 2004, 2012–13, 2013–obecnie)
- Share Ross – gitara basowa, śpiew wspomagający (1987–91, 2004, 2012–13, 2013–obecnie)
- Britt Lightning – gitara prowadząca i rytmiczna, śpiew wspomagający (2017–obecnie)
- Lorraine Lewis – śpiew (2019–obecnie)

### Byli członkowie
- Jan Kuehnemund – gitara prowadząca, śpiew wspomagający (1974, 1980–91, 2001–13; zmarła w 2013)
- Janet Gardner – śpiew, gitara rytmiczna, tamburyn (1983–91, 1997–98, 2001, 2004, 2012–13, 2013–19)
- Gina Stile – gitara prowadząca, śpiew wspomagający (1997–98, 2013–17)
- Laurie Hedlund – perkusja, śpiew wspomagający (1974, 1980–83, 1984–86)
- Gayle Erickson-DeMatoff – gitara basowa, śpiew wspomagający (1974, 1980–83)
- Cindy Boettcher – keyboard, śpiew wspomagający (1974, 1980–83; zmarła w 2014)
- Nancy Kraft – gitara rytmiczna, śpiew wspomagający (1974)
- Marlene Peterson – perkusja (1974)
- Nancy Shanks – śpiew (1974; zmarła w 2019)
- Noelle Bucci – śpiew (1983)
- Liza Carbe – gitara basowa, śpiew wspomagający (1983)
- Tamara Ivanov – gitara rytmiczna, śpiew wspomagający (1984–86)
- Pia Maiocco – gitara basowa, śpiew wspomagający (1984–86)
- Rana Ross – gitara basowa, śpiew wspomagający (1997–98; zmarła w 2003)
- Maxine Petrucci – gitara basowa, śpiew wspomagający (1998)
- Pat Holloway – gitara basowa, śpiew wspomagający (2001)
- Jenna Sanz-Agero – śpiew (2001–12)
- Lynn Louise Lowrey – gitara basowa, śpiew wspomagający (2001–12)
- Kathrin "Kat" Kraft – perkusja, śpiew wspomagający (2001–12)

Muzycy sesyjni
- Richard Marx – keyboard na albumie Vixen (1988 — utwór "Edge of a Broken Heart")
- Derek Nakamoto – keyboard na albumie Vixen (1988 — inne utwory)
- Vivian Campbell – gitara akustyczna na albumie Vixen (1988 — utwór "Desperate")
- Michael Alemania – keyboard na albumie Rev It Up (1990 — wszystkie utwory)
- Mike Pisculli – gitara basowa, wokal wspomagający na albumie Tangerine (1998 — wszystkie utwory)
- Chris Fayz – keyboard na albumie Live & Learn (2006 — utwory "Little Voice", "Give Me Away")
- Randy Wooten – keyboard na albumie Live & Learn (2006 — utwór "Suffragette City")
- Paulie Cerra – saksofon na albumie Live & Learn (2006 — utwór "Suffragette City")
- Robert Lear – dudy na albumie Live & Learn (2006 — utwór "Give Me Away")

## Dyskografia

### Albumy studyjne
- Vixen (1988)
- Rev It Up (1990)
- Tangerine (1998)
- Live & Learn (2006)

### Single
| Rok  | Utwór                    | US | US Main. | UK | Album     |
| ---- | ------------------------ | -- | -------- | -- | --------- |
| 1988 | "Edge of a Broken Heart" | 26 | 24       | 51 | Vixen     |
| 1989 | "Cryin'"                 | 22 | 22       | 27 | Vixen     |
| 1989 | "Love Made Me"           | —  | —        | 36 | Vixen     |
| 1989 | "Edge of a Broken Heart" | —  | —        | 59 | Vixen     |
| 1990 | "How Much Love"          | 44 | 11       | 35 | Rev It Up |
| 1990 | "Love Is a Killer"       | 71 | —        | 41 | Rev It Up |
| 1991 | "Not a Minute Too Soon"  | —  | —        | 37 | Rev It Up |

### Kompilacje
- The Best of Vixen: Full Throttle (1999)
- Extended Versions (2006)

### Albumy koncertowe
- Live in Sweden (2009)

### Soundtrack
- Hardbodies (1984) utwory "Runnin'", "Give It a Chance", "Mr. Cool", "Be with Me", "Maria" i "Computer Madness"[14]
- Beverly Hills, 90210: "Slumber Party"[15] (1991) utwór "Streets in Paradise"[16]
- Beavis i Butt-head: "Wall of Youth"[17] (1994) utwór "Edge of a Broken Heart"[16]